# Guido Pizarro
Guido Pizzaro est un astronome chilien.

## Biographie
Le Centre des planètes mineures lui crédite la découverte de 8 astéroïdes, découvertes effectuées entre 1979 et 1996, dont sept en collaboration avec Eric Walter Elst et une avec son frère Oscar Pizarro. Une des particularités de ses découvertes est l'objet (7968) Elst-Pizarro, un astéroïde de nature cométaire, aussi connu sous la dénomination 133P/Elst-Pizarro.
L'astéroïde (4609) Pizarro lui est dédié ainsi qu'à son frère Oscar avec qui il travaille à l'observatoire de La Silla.
| (2567) Elba         | 19 mai 1979      |
| (4060) Déipyle      | 17 décembre 1987 |
| (7082) La Serena    | 17 décembre 1987 |
| (7968) Elst-Pizarro | 14 juillet 1996  |
| (12238) Actor       | 17 décembre 1987 |
| (12687) de Valory   | 17 décembre 1987 |
| (19128) 1987 YR1    | 17 décembre 1987 |
| (21003) 1987 YV1    | 17 décembre 1987 |